# Kamehameha V
Pour les articles homonymes, voir Kamehameha.
Kamehameha V (en prononciation hawaïenne : /kəmehəˈmɛhə/), en hawaïen : Lota Liholiho Kapuāiwa Kalanimakua Kalanikapuapaikalaninui Ali`iolani Kalani-a-Kekūanaō‘a, né sous le nom de Lot Kapuāiwa le 11 décembre 1830 à Honolulu (Hawaï) où il est mort le 11 décembre 1872, fut le cinquième roi du royaume d'Hawaï, de 1863 à sa mort en 1872.
Il devient roi en 1863 après la mort de son frère le roi Kamehameha IV. Célibataire jusqu'à sa mort en 1872, il laisse le trône sans descendants directs, hormis une fille illégitime, Keanolani, qu'il eut de sa liaison avec Abigail Maheha. Sous son règne, il réaffirme l'autorité royale, diminue l'influence de la législature tout en renforçant son pouvoir personnel. Critiqué par certains pour sa politique presque absolutiste, il conserve néanmoins la Constitution établie par son oncle le roi Kamehameha III mais se permet d'utiliser un droit de veto.
Sa devise était "Onipa'a" : qui signifie immobile, ferme, inébranlable ou encore déterminé. Il travailla avec diligence pour son peuple et son royaume et fut décrit comme le dernier grand monarque traditionnel.
La lignée directe des Kamehameha prit fin en 1872 avec sa mort. Juste avant, il nomma sa sœur, la princesse Bernice Pauahi comme successeur, mais, devant le refus de celle-ci de prendre la couronne, Kamehameha expira sans héritier entrainant une crise de succession entre les différents cousins apparentés à la Maison des Kamehameha. C'est finalement Lunalilo, cousin de Kamehameha V, qui est désigné roi par les législateurs en 1873.

## Jeunesse princière

### Famille et éducation
Lot Kapuāiwa est né le 11 décembre 1830 à Honolulu. Kapuāiwa qui veut dire mystérieux ou sacré signifie qu'il est protégé par des pouvoirs surnaturels. Il est le troisième fils et le quatrième enfant d'Elisabeta Kinau, la fille du roi Kamehameha Ier, et du gouverneur d'Oahu, Mataio Kekūanāoa. Ses frères et sœurs comprenaient les princesses Ruth Keelikolani, Bernice Pauahi et Victoria Kamāmalu et les princes David Kamehameha, Moses Kekuaiwa et Alexander Liholiho. Il est ainsi l'un des petits-fils de Kamehameha Ier et le neveu des rois Kamehameha II et Kamehameha III.
Comme les autres princes, il est instruit à l'école royale comme ses cousins et frères et sœurs. En février 1847, une étudiante de l'école royale, Abigail Maheha, est expulsée et contrainte de se soumettre à un mariage arrangé à la hâte en raison d'une grossesse scandaleuse. Le futur Kamehameha V, âgé de seize ans, est le père de la fille d'Abigail, Keanolani, qui a laissé des descendants vivants. Les preuves à l'appui de cette affirmation incluent son soutien financier au mari d'Abigail, Keaupuni, pour que ce dernier s'occupe de l'éducation de la jeune fille cachée du futur roi.

### Voyages

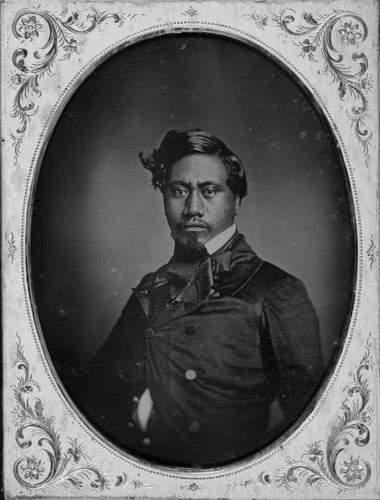
Photographie du prince Lot Kapuāiwa en 1850.

Après la mort de son frère aîné, Moses Kekuaiwa, héritier présomptif du trône, en 1848, il était prévu qu'il devienne le nouvel héritier de son oncle. Mais le roi modifia les termes de la succession pour désigner Alexander, le frère cadet, plus charismatique, à la place de Lot. Tout au long de sa vie, il aura une profonde aversion pour cette modification qui a fait de son frère cadet l'héritier légitime. Malgré tout, son oncle lui promet le poste de gouverneur de Maui, mais finalement, il refuse cette proposition.
Après avoir quitté l'école, il voyage à l'étranger avec son frère Alexander, accompagné de leur tuteur et premier ministre, Gerrit Judd. Ils naviguent vers San Francisco en septembre 1849. Après leur tournée en Californie, ils poursuivent vers le Panama, la Jamaïque, New York et Washington DC. Ils visitent ensuite l'Europe et rencontrèrent divers chefs d'État, notamment le président Louis-Napoléon Bonaparte (futur Napoléon III). Par la suite, les princes retournèrent en Grande Bretagne où ils firent la rencontre du prince Albert, du premier ministre Lord Palmerston et de nombreux autres membres de l'aristocratie britannique. En mai 1850, les deux frères et Judd montent à bord d'un navire en Angleterre et naviguent vers les États-Unis pour un séjour plus long avant de revenir à Hawaï. À Washington DC, ils rencontrèrent le président Zachary Taylor et le vice-président Millard Fillmore.

### Rôle politique
En 1854, le roi Kamehameha III meurt. Comme convenu, le frère cadet de Lot, Alexander, accède au trône sous le nom de Kamehameha IV. De 1852 à 1855, Lot siège au Conseil privé d'État et de 1852 à 1862 à la Chambre des nobles. Par la suite, pour compenser la privation de ses droits, son frère lui offre une carrière politique en le nommant ministre de l'Intérieur en 1857 et juge en chef de la Cour suprême. En 1862, il a été officiellement ajouté à la ligne de succession dans un amendement à la Constitution de 1852 du royaume d'Hawaï après la mort de l'unique fils de son frère, le prince Albert Kamehameha. L'année suivante, l'affaiblissement de l'état de santé de Kamehameha IV permet à Lot d'entrevoir l'espoir de devenir le prochain roi.

## Règne

### Avènement

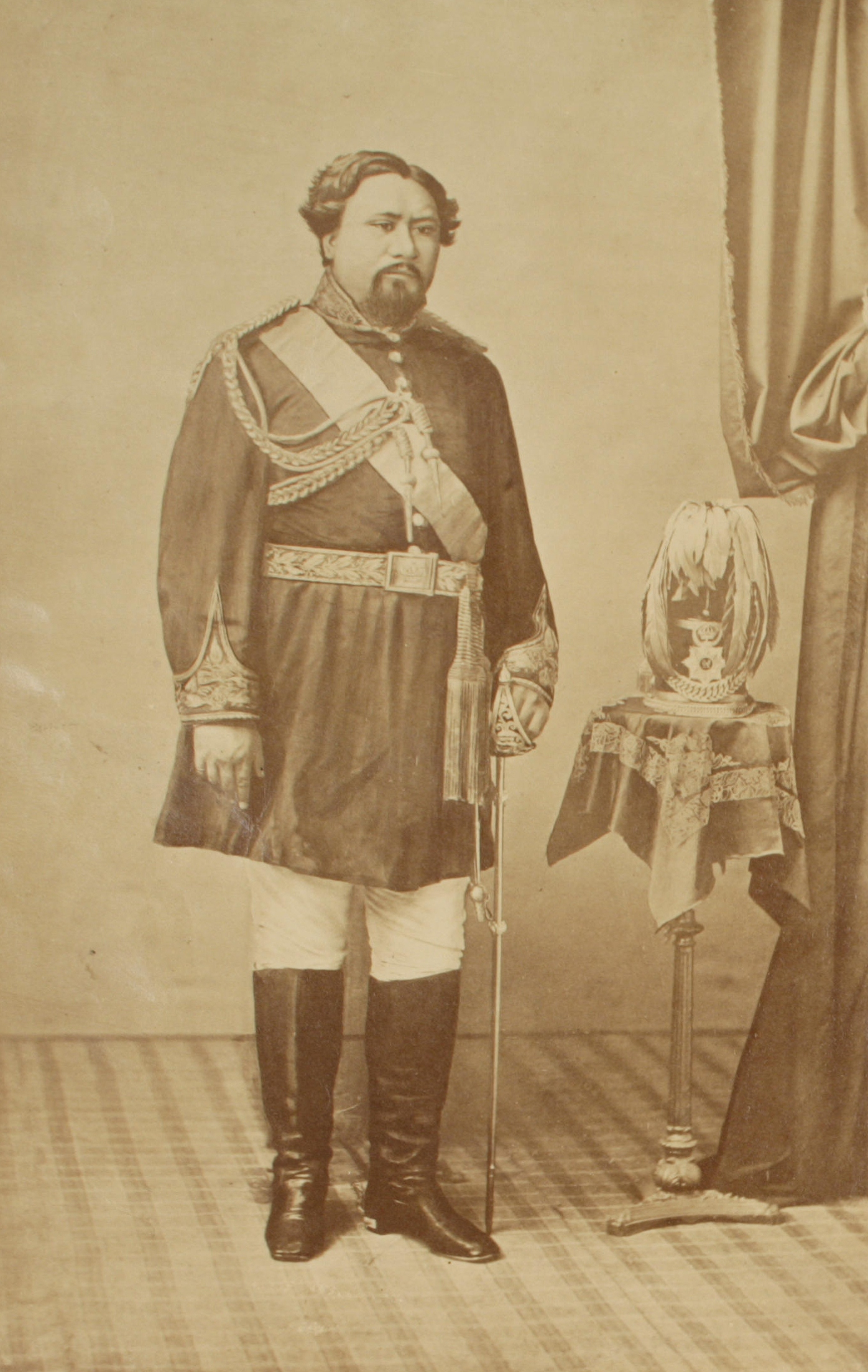
Portrait du roi Kamehameha V en uniforme militaire.

Le 30 novembre 1863, Kamehameha IV s'éteint des suites d'asthme chronique à l'âge de 29 ans. Le même jour, Lot est officiellement proclamé roi sous le nom de Kamehameha V. N'ayant pas d'enfant, il prend très rapidement la décision d'élargir l'ordre de succession aux princesses rendant ainsi éligibles ses sœurs : Ruth Keelikolani, Bernice Pauahi et Victoria Kamāmalu, au trône. Dans un premier temps, il désigne d'abord sa cadette, Victoria, très influente et déjà grande conseillère qui, contrairement à ses deux aînées, est prête à assumer ce rôle.

### Réformes et changement de constitution
Dès le début de son règne, Kamehameha V refuse de faire respecter la précédente constitution de 1852. Il s'oppose, en particulier, à l'octroi par cette constitution du suffrage universel masculin lors des élections à la Chambre basse des représentants. En mai 1864, il demande une convention constitutionnelle. Le 7 juillet 1864, il propose une nouvelle constitution plutôt que de modifier l'ancienne.

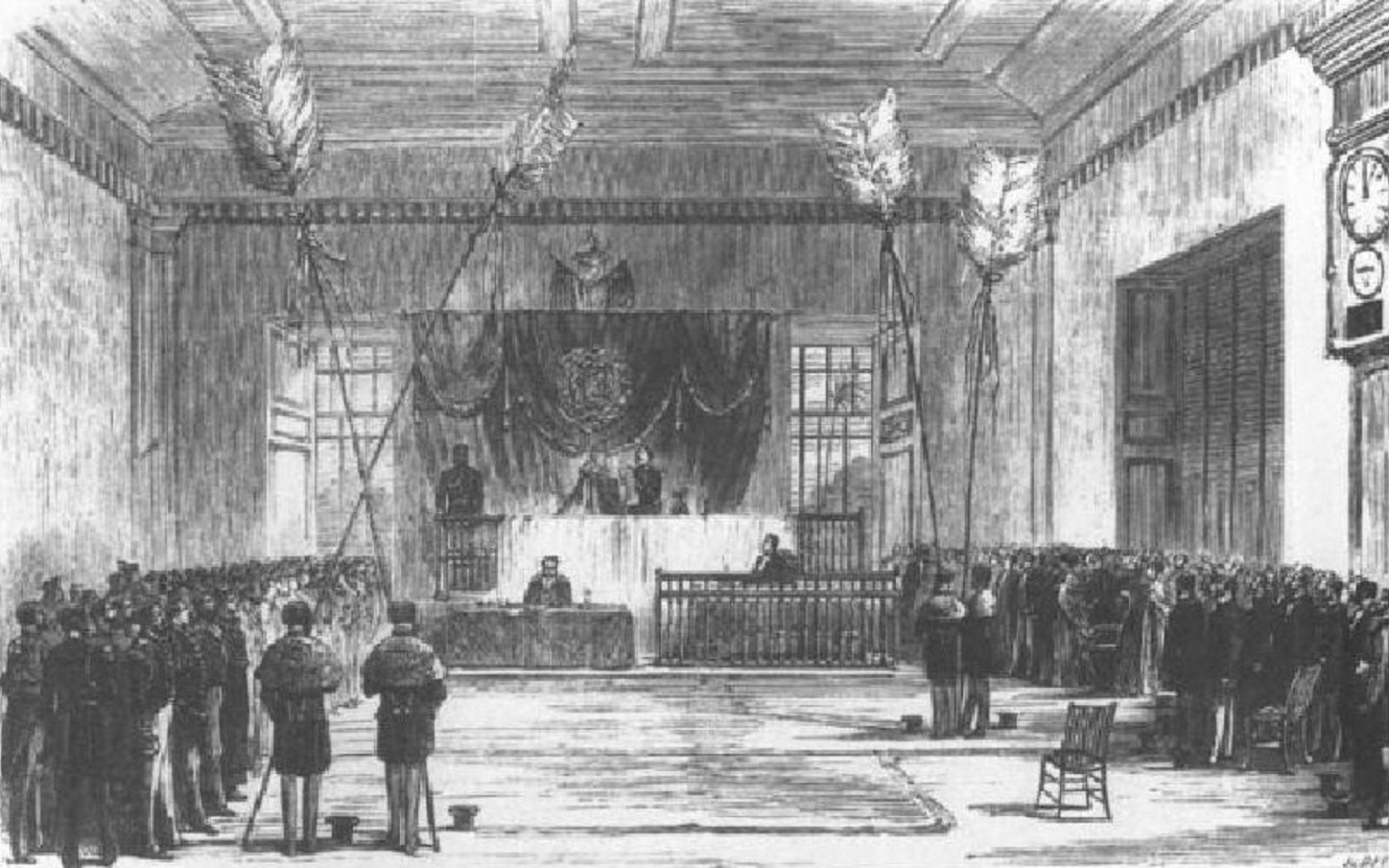
Le roi s'adressant aux membres de la Chambre des représentants (1867).

La convention se déroule sans heurts jusqu'au 62e article. Il limite les électeurs aux résidents qui avaient réussi un test d'alphabétisation et possédaient des biens ou avaient des conditions de revenu. Le 20 août 1864, il signe la Constitution de 1864 et prête serment de le protéger. La constitution est basée sur le projet original mais 20 articles ont été supprimés. Lorsqu'il nomme Charles de Varigny, un ressortissant français, ministre des Finances en décembre 1863, les hawaïens d'origines américaines étaient convaincus qu'il avait adopté une politique anti-américaine. En réalité, sa politique étrangère est restée la même. Plus tard, de Varigny devint ministre des Affaires étrangères, poste qu'il occupe de 1865 à 1869.

### Affirmation du pouvoir royal
Kamehameha V fut le premier roi à encourager le renouveau des pratiques traditionnelles. Sous son règne, les lois contre le « kahunaïsme » sont abrogées. Un conseil de médecine hawaïen a été créé, avec des membres kahuna, et la'au lapa'au ou la médecine hawaïenne a de nouveau été pratiquée. Il a amené des pratiquants de kahuna à Honolulu pour documenter leurs remèdes.
En 1865, un projet de loi a été présenté à la législature autorisant la vente d'alcool aux Hawaïens autochtones. Le roi a surpris les partisans du projet de loi en déclarant "Je ne signerai jamais l'arrêt de mort de mon peuple". L'alcoolisme est l'une des nombreuses causes de décès de la population, déjà en déclin, des Hawaïens indigènes.

## Crise de succession

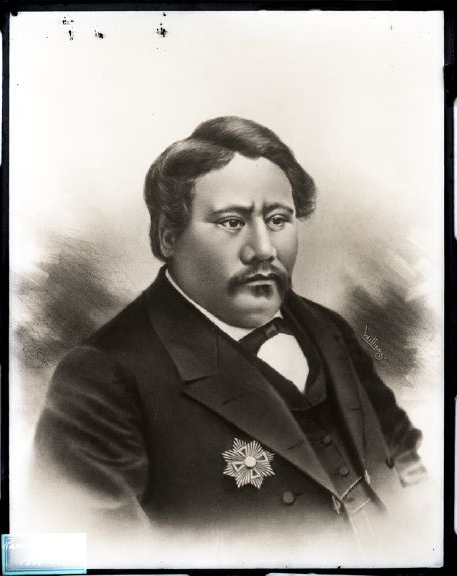
Photographie du roi Kamehameha V.

En 1866, la princesse héritière, Victoria Kamāmalu, s'éteint sans descendance. Le roi est contraint de désigner sa sœur, Bernice Pauahi, comme héritière, mais cette dernière est très réticente. Sur son lit de mort en 1872, le roi affirme de nouveau sa volonté de voir Pauahi lui succéder. Mais, décontenancée, cette dernière lui répond finalement : « Non, non, pas à moi, ne pense pas à moi. Je n'en ai pas besoin. » Le roi insista mais elle refusa de nouveau le trône : « Oh non, ne pense pas à moi. Il y en a d'autres. » Kamehameha V mourut une heure plus tard et fut inhumé au Mausolée royal. Le refus de Pauahi d'accepter laissa Hawaï sans roi.
Cette situation força la noblesse hawaïenne à élire un nouveau roi parmi les cousins et autres princes apparentés à la lignée directe des Kamehameha. Entre 1872 et 1873, plusieurs nobles apparentés des Kamehameha furent avancés et, en 1873, Lunalilo, cousin de Kamehameha V, devint roi d’Hawaï. Néanmoins, son règne ne fut que de très courte durée puisqu'il prit fin en 1874 à cause de sa mort, causée par une infection de la tuberculose, à l'âge de 39 ans.

## Postérité et héritage
Le roi a fondé la société de l'ordre royal de Kamehameha le 11 avril 1865, nommée en l'honneur de son grand-père, Kamehameha Ier.
Le Prince Lot Hula Festival porte son nom. Il a eu lieu le troisième samedi de juillet depuis 1977 dans son ancienne maison appelée Moanalua Gardens.

## Ascendance
|  |                                           |  |  |  |  |  |  |  |  |  |  |  |  |  |  |  |
|  | 16. Uluʻehu de Molokaʻi y Lānaʻi          |  |  |  |  |  |  |  |  |  |  |  |  |  |  |  |
|  |                                           |  |  |  |  |  |  |  |  |  |  |  |  |  |  |  |
|  |                                           |  |  |  |  |  |  |  |  |  |  |  |  |  |  |  |
|  | 8. Kuʻimeheua                             |  |  |  |  |  |  |  |  |  |  |  |  |  |  |  |
|  |                                           |  |  |  |  |  |  |  |  |  |  |  |  |  |  |  |
|  |                                           |  |  |  |  |  |  |  |  |  |  |  |  |  |  |  |
|  | 17. Kalaniomaiheuila de Maui              |  |  |  |  |  |  |  |  |  |  |  |  |  |  |  |
|  |                                           |  |  |  |  |  |  |  |  |  |  |  |  |  |  |  |
|  |                                           |  |  |  |  |  |  |  |  |  |  |  |  |  |  |  |
|  | 4. Malailua Nahiʻolea                     |  |  |  |  |  |  |  |  |  |  |  |  |  |  |  |
|  |                                           |  |  |  |  |  |  |  |  |  |  |  |  |  |  |  |
|  |                                           |  |  |  |  |  |  |  |  |  |  |  |  |  |  |  |
|  | 18. Roi ʻIkanaka d'Hilo                   |  |  |  |  |  |  |  |  |  |  |  |  |  |  |  |
|  |                                           |  |  |  |  |  |  |  |  |  |  |  |  |  |  |  |
|  |                                           |  |  |  |  |  |  |  |  |  |  |  |  |  |  |  |
|  | 9. Princesse Kaupekamoku d'Hilo           |  |  |  |  |  |  |  |  |  |  |  |  |  |  |  |
|  |                                           |  |  |  |  |  |  |  |  |  |  |  |  |  |  |  |
|  |                                           |  |  |  |  |  |  |  |  |  |  |  |  |  |  |  |
|  | 19. Aliʻi Nui Kaʻoulikoʻokeaokalani       |  |  |  |  |  |  |  |  |  |  |  |  |  |  |  |
|  |                                           |  |  |  |  |  |  |  |  |  |  |  |  |  |  |  |
|  |                                           |  |  |  |  |  |  |  |  |  |  |  |  |  |  |  |
|  | 2. Mataio Kekūanāoa                       |  |  |  |  |  |  |  |  |  |  |  |  |  |  |  |
|  |                                           |  |  |  |  |  |  |  |  |  |  |  |  |  |  |  |
|  |                                           |  |  |  |  |  |  |  |  |  |  |  |  |  |  |  |
|  | 20.                                       |  |  |  |  |  |  |  |  |  |  |  |  |  |  |  |
|  |                                           |  |  |  |  |  |  |  |  |  |  |  |  |  |  |  |
|  |                                           |  |  |  |  |  |  |  |  |  |  |  |  |  |  |  |
|  | 10. Pupuka d'Ewa                          |  |  |  |  |  |  |  |  |  |  |  |  |  |  |  |
|  |                                           |  |  |  |  |  |  |  |  |  |  |  |  |  |  |  |
|  |                                           |  |  |  |  |  |  |  |  |  |  |  |  |  |  |  |
|  | 21.                                       |  |  |  |  |  |  |  |  |  |  |  |  |  |  |  |
|  |                                           |  |  |  |  |  |  |  |  |  |  |  |  |  |  |  |
|  |                                           |  |  |  |  |  |  |  |  |  |  |  |  |  |  |  |
|  | 5. Inaina                                 |  |  |  |  |  |  |  |  |  |  |  |  |  |  |  |
|  |                                           |  |  |  |  |  |  |  |  |  |  |  |  |  |  |  |
|  |                                           |  |  |  |  |  |  |  |  |  |  |  |  |  |  |  |
|  | 22.                                       |  |  |  |  |  |  |  |  |  |  |  |  |  |  |  |
|  |                                           |  |  |  |  |  |  |  |  |  |  |  |  |  |  |  |
|  |                                           |  |  |  |  |  |  |  |  |  |  |  |  |  |  |  |
|  | 11.                                       |  |  |  |  |  |  |  |  |  |  |  |  |  |  |  |
|  |                                           |  |  |  |  |  |  |  |  |  |  |  |  |  |  |  |
|  |                                           |  |  |  |  |  |  |  |  |  |  |  |  |  |  |  |
|  | 23.                                       |  |  |  |  |  |  |  |  |  |  |  |  |  |  |  |
|  |                                           |  |  |  |  |  |  |  |  |  |  |  |  |  |  |  |
|  |                                           |  |  |  |  |  |  |  |  |  |  |  |  |  |  |  |
|  | 1. Kamehameha V d'Hawaï                   |  |  |  |  |  |  |  |  |  |  |  |  |  |  |  |
|  |                                           |  |  |  |  |  |  |  |  |  |  |  |  |  |  |  |
|  |                                           |  |  |  |  |  |  |  |  |  |  |  |  |  |  |  |
|  | 24. Prince Kalanikeʻeaumoku               |  |  |  |  |  |  |  |  |  |  |  |  |  |  |  |
|  |                                           |  |  |  |  |  |  |  |  |  |  |  |  |  |  |  |
|  |                                           |  |  |  |  |  |  |  |  |  |  |  |  |  |  |  |
|  | 12. Keōua                                 |  |  |  |  |  |  |  |  |  |  |  |  |  |  |  |
|  |                                           |  |  |  |  |  |  |  |  |  |  |  |  |  |  |  |
|  |                                           |  |  |  |  |  |  |  |  |  |  |  |  |  |  |  |
|  | 25. Kamakaimoku                           |  |  |  |  |  |  |  |  |  |  |  |  |  |  |  |
|  |                                           |  |  |  |  |  |  |  |  |  |  |  |  |  |  |  |
|  |                                           |  |  |  |  |  |  |  |  |  |  |  |  |  |  |  |
|  | 6. Kamehameha I d'Hawaï                   |  |  |  |  |  |  |  |  |  |  |  |  |  |  |  |
|  |                                           |  |  |  |  |  |  |  |  |  |  |  |  |  |  |  |
|  |                                           |  |  |  |  |  |  |  |  |  |  |  |  |  |  |  |
|  | 26. Haʻae-a-Mahi de Kohala                |  |  |  |  |  |  |  |  |  |  |  |  |  |  |  |
|  |                                           |  |  |  |  |  |  |  |  |  |  |  |  |  |  |  |
|  |                                           |  |  |  |  |  |  |  |  |  |  |  |  |  |  |  |
|  | 13. Kekuʻiapoiwa                          |  |  |  |  |  |  |  |  |  |  |  |  |  |  |  |
|  |                                           |  |  |  |  |  |  |  |  |  |  |  |  |  |  |  |
|  |                                           |  |  |  |  |  |  |  |  |  |  |  |  |  |  |  |
|  | 27. Princesse Kekelakekeokalani-a-Keawe   |  |  |  |  |  |  |  |  |  |  |  |  |  |  |  |
|  |                                           |  |  |  |  |  |  |  |  |  |  |  |  |  |  |  |
|  |                                           |  |  |  |  |  |  |  |  |  |  |  |  |  |  |  |
|  | 3. Elisabeta Kinau                        |  |  |  |  |  |  |  |  |  |  |  |  |  |  |  |
|  |                                           |  |  |  |  |  |  |  |  |  |  |  |  |  |  |  |
|  |                                           |  |  |  |  |  |  |  |  |  |  |  |  |  |  |  |
|  | 28. Keawepoepoe de Kauaʻi                 |  |  |  |  |  |  |  |  |  |  |  |  |  |  |  |
|  |                                           |  |  |  |  |  |  |  |  |  |  |  |  |  |  |  |
|  |                                           |  |  |  |  |  |  |  |  |  |  |  |  |  |  |  |
|  | 14. Keeaumoku Pāpaiahiahi                 |  |  |  |  |  |  |  |  |  |  |  |  |  |  |  |
|  |                                           |  |  |  |  |  |  |  |  |  |  |  |  |  |  |  |
|  |                                           |  |  |  |  |  |  |  |  |  |  |  |  |  |  |  |
|  | 29. Aliʻi Nui Kūmaʻaikū                   |  |  |  |  |  |  |  |  |  |  |  |  |  |  |  |
|  |                                           |  |  |  |  |  |  |  |  |  |  |  |  |  |  |  |
|  |                                           |  |  |  |  |  |  |  |  |  |  |  |  |  |  |  |
|  | 7. Kalākua Kaheiheimālie                  |  |  |  |  |  |  |  |  |  |  |  |  |  |  |  |
|  |                                           |  |  |  |  |  |  |  |  |  |  |  |  |  |  |  |
|  |                                           |  |  |  |  |  |  |  |  |  |  |  |  |  |  |  |
|  | 30. Aliʻi Nui Kekaulikenuiahumanu de Maui |  |  |  |  |  |  |  |  |  |  |  |  |  |  |  |
|  |                                           |  |  |  |  |  |  |  |  |  |  |  |  |  |  |  |
|  |                                           |  |  |  |  |  |  |  |  |  |  |  |  |  |  |  |
|  | 15. Nāmāhāna-i-Kaleleokalani              |  |  |  |  |  |  |  |  |  |  |  |  |  |  |  |
|  |                                           |  |  |  |  |  |  |  |  |  |  |  |  |  |  |  |
|  |                                           |  |  |  |  |  |  |  |  |  |  |  |  |  |  |  |
|  | 31. Aliʻi Nui Haʻaloʻu de Kohala          |  |  |  |  |  |  |  |  |  |  |  |  |  |  |  |
|  |                                           |  |  |  |  |  |  |  |  |  |  |  |  |  |  |  |
|  |                                           |  |  |  |  |  |  |  |  |  |  |  |  |  |  |  |